# Bataille de Juanambú (1814)
Ne doit pas être confondu avec Bataille de Juanambú (1823).
Campagne de Nariño dans le sud
(Guerre d'indépendance de la Colombie)
Batailles
m
- Alto Palacé
- Calibío
- Juanambú
- Tacines
- Ejidos de Pasto

La bataille de Juanambú est un affrontement armé entre les troupes patriotes des Provinces-Unies de Nouvelle-Grenade commandées par le général Antonio Nariño et les troupes royalistes commandées par Juan de Sámano et basées dans la ville de San Juan de Pasto. Se déroulant du 12 au 28 avril 1814 dans le cadre de la campagne de Nariño dans le sud, épisode de la guerre d'indépendance de la Colombie, la bataille de Juanambú se solde par une victoire des patriotes et libère la route de San Juan de Pasto.

## Contexte
Après ses défaites du Alto Palacé et de Calibío face aux patriotes, Juan de Sámano est remplacé à la tête des royalistes par Melchor de Aymerich qui réorganise les effectifs espagnols. Il se prépare à contrer l'avance vers le sud de Nariño à la hauteur du río Juanambú.

## Combats
Lors de leur périple rendu pénible à cause du terrain difficile et des attaques de guérillas de la province de Popayán, les troupes de Nariño atteignent le río Juanambú le 12 avril. Elles y affrontent les royalistes au cours de combats qui se prolongent deux semaines, jusqu'à l'ouverture définitive de la route de Pasto le 28 avril.

## Conséquences
La victoire patriote ouvre la route de Pasto et permet la continuation de la marche d'Antonio Nariño et des indépendantistes vers le sud du pays.